# Salvatore Pes di Villamarina

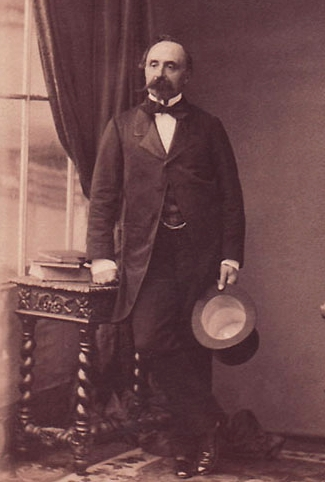
Salvatore Pes di Villamarina

Salvatore Raimondo Gianluigi Pes, marchese di Villamarina, barone dell’Isola Piana (* 11. August 1808 in Cagliari; † 14. Mai 1877 in Turin) war ein Offizier, Botschafter, Präfekt und Senator des Königreiches von Sardinien-Piemont und des Königreiches Italien.

## Leben
Salvatore Pes di Villamarina stammte aus einer sardischen Adelsfamilie, die im Lauf der Zeit einige Generale, Senatoren und Minister hervorbrachte. Sein Vater Emanuele Pes di Villamarina war unter anderem Kriegsminister und Senator, sein Großonkel Giacomo Pes di Villamarina General und Vizekönig auf Sardinien. 
Salvatore Pes di Villamarina zog im Alter von acht Jahren mit seinen Eltern von Cagliari nach Turin, wo er das Jesuitenkolleg besuchte und anschließend Rechtswissenschaften studierte. Nach einem kurzen Intermezzo als Anwalt absolvierte er von 1830 bis 1832 eine Ausbildung im Außenministerium und dann eine weitere zum Offizier. Als solcher diente er unter anderem im Kavallerieregiment Aosta Cavalleria und dann bis 1844 im Kriegsministerium, das sein Vater leitete. Anschließend wurde Salvatore Pes di Villamarina Sekretär des Ministerrates und daneben mit verschiedenen diplomatischen Missionen betraut. Von 1848 bis 1852 war er Botschafter im Großherzogtum Toskana in Florenz, dann bis 1859 Botschafter in Paris, wo er 1856 an den Friedensverhandlungen zur Beendigung des Krimkrieges und an zwei Folgekonferenzen teilnahm, die unter anderem zum piemontesisch-französischen Bündnis im Sardinischen Krieg führten. Für seine diplomatischen Leistungen in Paris wurde er am 14. Mai 1856 von König Viktor Emanuel II. zum Senator ernannt. Im Zug der Einigung Italiens wurde er 1859 kurzfristig Gouverneur in Mailand und dann bis 1861 Botschafter in Neapel, von wo aus er den Zug der Tausend und letztlich den Anschluss des Königreichs beider Sizilien an Sardinien-Piemont und damit Italien begünstigte. Dafür erhielt er vom König den Annunziaten-Orden. Im vereinten Italien diente er von 1862 bis 1868 als Präfekt in Mailand, anschließend als Stadtrat in Turin sowie als Verwaltungsratsmitglied der dortigen Klinik und auch als Vorsitzender der örtlichen Veteranenvereinigung. Daneben setzte er sich als Senator für die Verlegung der Hauptstadt nach Rom ein. Als dies 1871 geschah und deswegen ein schwerer Konflikt mit dem Papst entstand, stimmte er gegen das Garantiegesetz, das diesen Konflikt entschärfen sollte.
Das Auktionshaus Andreas Thies bot über die Plattform lot-tissimo den an di Villamarina verliehenen Bruststern für das Großkreuz des Guelphen-Ordens an, der laut Einschätzung des Hauses „vermutlich aus der Werkstatt des Hofjuweliers Knauer um 1840 - 1850“ entstand.